# 亨克·赫罗尔
亨克·格罗尔（荷蘭語：Henk Grol，1985年4月14日—），生于芬丹，荷兰男子柔道运动员，主攻100公斤级。他曾参加2008年、2012年和2016年三届奥运，其中在2008年北京奥运和2012年伦敦奥运各收获一枚铜牌。